# 長島號護航航空母艦
长岛号护航航空母舰（英語：USS Long Island），舷號原为AVG-1，后改为ACV-1，最后定为CVE-1）是一艘隶属于美国海军的护航航空母舰，为长岛级护航航空母舰的首舰，同时也是美军第一艘护航航母。她是美军第二艘以纽约长岛为名的军舰。

## 建造和服役
长岛号于1939年7月7日根据海事委员会的合同作为C-3型货轮莫尔克梅尔号由宾夕法尼亚州切斯特的太阳造船和干船坞公司建造，1940年1月11日下水，由戴安·B·霍尔特女士赞助，1941年3月6日被海军收购，1941年6月2日作为长岛号（AVG-1）服役，指挥官为唐纳德·B·邓肯。

## 服役历程

### 第二次世界大战
在珍珠港事件前几个月的紧张局势中，长岛号在弗吉尼亚州诺福克进行实验，以证明从改装的货船上进行飞机起降的可行性。她的船员收集的数据大大提高了后来的护航航母的战备水平。在日本袭击后不久，她护送一个船队前往纽芬兰，并在诺福克训练了合格的航母飞行员，然后于1942年5月10日前往西海岸。6月5日，该船抵达旧金山，随后加入了海军上将威廉·S·派伊的第一特遣舰队 (TF 1)。该舰队由七艘战列舰组成，在海上提供空中掩护，以保护美国西海岸，并在海军上将切斯特·尼米兹的部队在中途岛海战获胜之前、期间和之后增援他们。她于 6 月 17 日离开编队，返回西海岸恢复航母飞行员训练。
长岛号于7月8日离开圣地亚哥，7月17日抵达珍珠港。 在向南航行至巴尔米拉环礁进行训练后，她装载了两个海军陆战队飞机中队，于8月2日启程前往南太平洋。 8月13日，她抵达斐济，然后驶向瓜达尔卡纳尔岛东南方200英里（170海里;320千米）处，并起飞了她的飞机（19架F4F野猫战斗机和12架SBD无畏式俯冲轰炸机）。这些飞机是第一批抵达亨德森机场的飞机，在瓜达尔卡纳尔岛战役中发挥了重要作用。8月20日，长岛号被重新归类为ACV-1，启航前往新赫布里底群岛的埃法特岛维拉，并于8月17日抵达。 她于8月18日离开后在8月23日至8月31日期间返回维拉。9月1日，她驶往圣埃斯皮里图，同日从那里出发前往圣地亚哥。

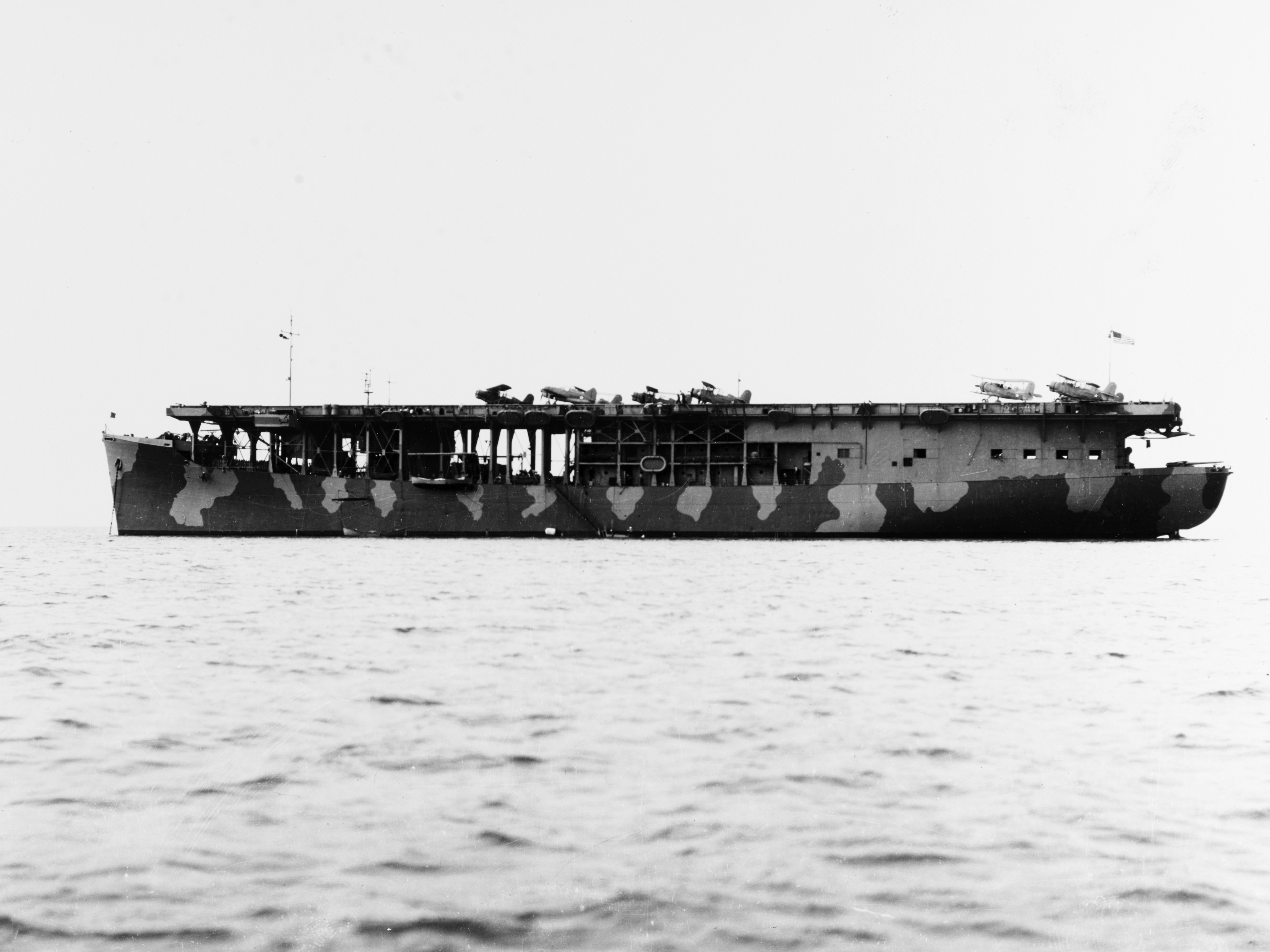
1941年11月，涂有伪装的长岛。甲板上有七架SOC海鸥侦察机和一架F2A-3水牛战斗机。

长岛号在瓜达尔卡纳尔岛的行动在电影《太平洋航空作战》中有所提及和描述。
9月20日，长岛号返回西海岸，作为新的护航航母在太平洋战区承担起了重任。在接下来的一年里，长岛号一直在圣地亚哥训练航母飞行员。1943年7月15日，长岛号被重新归类为CVE-1。1944-1945年，她将飞机及其机组人员从西海岸运送到太平洋的各个前哨基地。在对日战争胜利纪念日之后的魔毯行动中访问了许多相同的基地，并将水兵和士兵们送回家乡。

### 战后

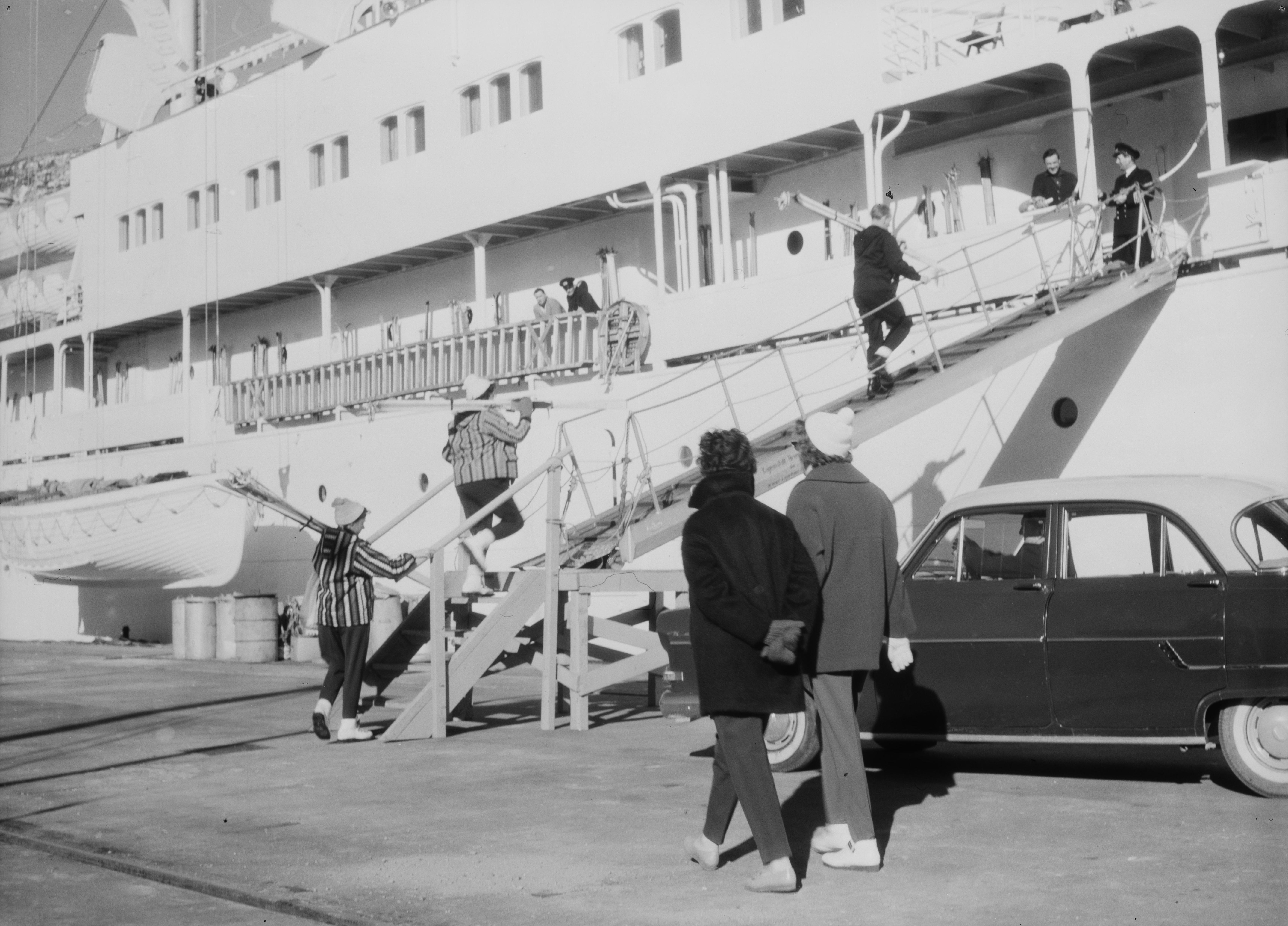
七海号（Seven Seas）停泊在挪威的翁达尔斯内斯，约1960年

长岛号于1946年3月26日在普吉特湾海军造船厂退役。4月12日，她从海军舰船登记册中被除名，并于1947年4月24日被卖给俄勒冈州波特兰的齐德尔船舶拆解公司进行拆解。但在1948年3月12日，她被加拿大-欧洲运输公司收购并改装为商船服务。1949年改装完成后，她被重新命名为耐莉号（英語：Nelly），作为一艘移民运输船往返于欧洲、澳大利亚和加拿大之间。1953年，她被重新命名为七海号。1955年，她被租给了德国欧洲-加拿大运输公司。1965年7月17日，她发生严重火灾，被拖至纽芬兰的圣约翰斯。1966年9月13日，该船经过维修，开始了最后一次航行。同年，她被鹿特丹大学买下，用作学生宿舍，1971年又用作移民宿舍。直到1977年，该船在比利时报废。

## 荣誉
长岛号因其在第二次世界大战中的出色表现而荣获一颗战斗之星。